# Talk to Me
„Talk to Me“ je píseň americké rockové skupiny Kiss vydaná na albu Unmasked. Píseň napsal Ace Frehley. Song nevyšel jako singl v USA. Vyšel celosvětově 1. listopadu 1980. V několika zemích se píseň dostala do Top 40. Nejlépe se písni vedlo ve Švýcarsku kde se umístila na 10. místě hitparády. Na koncertech se hrála jen když byl Ace Frehley členem kapely.

## Sestava
- Paul Stanley – zpěv, rytmická kytara
- Gene Simmons – zpěv, basová kytara
- Ace Frehley – sólová kytara, basová kytara
- Peter Criss – zpěv, bicí, perkuse